# БМВ XM
„БМВ XM“ (BMW XM) е модел автомобили с повишена проходимост (сегмент J) на германската компания БМВ, произвеждан в Грер от 2022 година.
Моделът е подобен на пуснатия в производство няколко години по-рано БМВ X7, но е с хибридно задвижване и при пускането си в производство е най-мощният и най-скъпият серийно произвеждан модел в гамата на марката.